# Sean Biggerstaff
Sean Biggerstaff (sinh ngày 15 tháng 3 năm 1983) là một diễn viên và nhạc sĩ người Scotland, anh được biết đến với vai diễn Oliver Wood trong loạt phim Harry Potter.

## Cuộc sống thuở nhỏ
Biggerstaff sinh ở Glasgow, Scotland, lớn lên với cha mẹ tại Maryhill. Anh theo học Parkview Primary School ở Summerston và gia nhập một nhóm kịch địa phương, the Maryhill Youth Theatre, khi bảy tuổi.

## Sự nghiệp
Biggerstaff có được một vai diễn chuyên nghiệp vào năm 10 tuổi, khi anh đóng vai đứa con của MacDuff trong một tác phẩm của đạo diễnMichael Boyd do Macbeth sản xuất tại nhà hát Tron Theatre, Glasgow. Anh sau đó tham gia vào nhóm kịch Scottish Youth Theatre trong sáu năm. Năm 1996, lúc 13 tuổi, Biggerstaff lần đầu tiên đóng phim truyền hình, anh vào vai Darren lúc nhỏ trong một tác phẩm của đài BBC The Crow Road. Khi 14 tuổi, Biggerstaff được tuyển chọn bởi Alan Rickman, một diễn viên của loạt Harry Potter, trong bộ phim mới của ông, The Winter Guest, vào vai Tom, một cậu học sinh tinh nghịch. Trong một lần phỏng vấn năm 2002, anh nhắc lại: "Trong suốt khoảng thời gian tại Scottish Youth Theatre tôi đã được chọn cho The Winter Guest. Alan Rickman (được phần lớn bọn trẻ biết đến với biệt danh "kẻ xấu đến từ Die Hard") thình lình một ngày tìm hai cậu bé để hộ tống ông đi đến nơi lạnh nhất Trái Đất, Fife, trong hai tháng để làm phim. Bản thân tôi và nhân vật đáng ngờ kia nghĩ rằng Douglas Murphy là những kẻ may mắn."

## Tác phẩm đã đóng

### Phim điện ảnh
| Năm  | Tên                                           | Vai diễn     | Notes                                  |
| ---- | --------------------------------------------- | ------------ | -------------------------------------- |
| 1997 | The Winter Guest                              | Tom          |                                        |
| 2001 | Harry Potter and the Philosopher's Stone      | Oliver Wood  |                                        |
| 2002 | Harry Potter and the Chamber of Secrets       | Oliver Wood  |                                        |
| 2004 | Cashback                                      | Ben Willis   | Phim ngắn (18 phút)                    |
| 2006 | Cashback                                      | Ben Willis   | Xuất hiện như vai ở phim ngắn năm 2004 |
| 2009 | X on a Map                                    | Paul         | Phim ngắn (13 phút)                    |
| 2009 | Voices                                        | Herb Wallace | Phim ngắn (20 phút)                    |
| 2010 | Hippie Hippie Shake                           |              |                                        |
| 2011 | Harry Potter and the Deathly Hallows – Part 2 | Oliver Wood  | Khách mời; bị lượt bỏ                  |
| 2013 | Mary Queen of Scots                           |              |                                        |

### Phim truyền hình
| Năm  | Tên                                   | Vai diễn                 | Network      | Notes                                    |
| ---- | ------------------------------------- | ------------------------ | ------------ | ---------------------------------------- |
| 1996 | The Crow Road                         | Young Darren             | BBC Scotland | Phim truyền hình ngắn tập                |
| 1998 | Bright Sparks                         |                          | CBBC         |                                          |
| 2003 | Shada                                 | Chris Parsons            |              | Lồng tiếng cho nhân vật phát tin         |
| 2003 | Charles II: The Power and The Passion | Henry, Duke of Glocester | BBC One      | Phim truyền hình ngắn tập                |
| 2007 | Consenting Adults                     | Jeremy Wolfenden         | BBC Four     |                                          |
| 2009 | Agatha Christie's Marple              | Bobby Attfield           | ITV          | Mùa 4 Tập 3 "Why Didn't They Ask Evans?" |
| 2009 | Garrow's Law                          | Tom                      | BBC One      | Mùa 1 Tập 3                              |

### Radio
| Năm  | Tên                 | Vai diễn               | Notes                               |
| ---- | ------------------- | ---------------------- | ----------------------------------- |
| 2003 | Shada               | Chris Parsons          | Big Finish "Doctor Who" audio drama |
| 2008 | The Skull of Sobek  | Snabb                  | BBC "Doctor Who" audio drama        |
| 2008 | Time Reef           | The Ruhk               | Big Finish "Doctor Who" audio drama |
| 2009 | In a Land Far Away' | Jamie 'Bullet' McQueen | BBC Radio 4 Afternoon Drama         |
| 2011 | Good With People    | Jack                   | BBC Radio 4 Afternoon Play          |

### Sân khấu
| Năm  | Tên                                | Vai diễn      | Theatre                                                   |
| ---- | ---------------------------------- | ------------- | --------------------------------------------------------- |
| 1993 | Macbeth                            | Macduff's son | Tron Theatre, Glasgow                                     |
| 2005 | The Girl With Red Hair             | Matt          | Royal Lyceum Theatre, Edinburgh Hampstead Theatre, London |
| 2012 | An Appointment with the Wicker Man | Rory          | Loch Parry Players NTS, Tour                              |

## Giải thưởng
| Năm  | Group          | Giải                                                 | Kết quả | Phim              |
| ---- | -------------- | ---------------------------------------------------- | ------- | ----------------- |
| 2007 | BAFTA Scotland | Nam diễn viên chính xuất sắc nhất – Phim truyền hình | Thắng   | Consenting Adults |